# Dipetalonema perstans
Espèce
Dipetalonema perstans est une filaire humaine de pathogénicité modérée
Elle est répandue en Afrique du Nord jusqu'à la République démocratique du Congo, et en Amérique tropicale. C'est un ver filiforme, blanchâtre, très petit, dont le mâle mesure 4,5 cm et la femelle 7 cm.
L'adulte, très mobile, vit dans les tissus cellulo-adipeux mésentérique, périrénal et péricardique. Les femelles gravides émettent des microfilaires qui font 200 microns de long . Elles passent dans le sang et sont apériodiques. Le cycle évolutif est à deux hôtes : le mâle est un petit moucheron piqueur du genre Culicoïdes, dont la femelle attaque l'Homme surtout la nuit.
Le diagnostic repose sur la découverte des microfilaires dans le sang. La proportion de sujets atteints peut dépasser 90 % (Nord du Cameroun).